# الجائزة الأردنية الأوروبية للتميز الصحافي
الجائزة الأردنية الأوروبية للتميز الصحافي هي جائزة تنظمها بعثة الاتحاد الأوروبي في الأردن وترأسها يوانا فرونيتسكا تهدف إلى تسليط الضوء على دور الصحافة المكتوبة في البحث بالقضايا المحلية المُلحة بتعمق ونشر الوعي ومساهمتها في تحقيق الحاكمية الرشيدة وتعزيز المساءلة والشفافية.

## تاريخها
تم إطلاق الجائزة في العام 2009 للمرة الأولى، وتم إعلانها للمرة الثانية في 7/2/2011.

## الشروط
يستطيع جميع الصحافيين الأردنيين المشاركة بتحقيق صحافي واحد أو أكثر حول نفس الموضوع على أن يكون قد نشر خلال العام الماضي 2010 بأي وسيلة إعلامية.

## وصلات خارجية
- الموقع الرسمي